# BSV Halle-Ammendorf
Der BSV Halle-Ammendorf ist ein Sportverein, der im Stadtteil Ammendorf der deutschen Stadt Halle (Saale) ansässig ist. Er nutzt das eigenverwaltete Stadion der Waggonbauer, das im Süden von Halle gelegen ist und 5000 Zuschauer fasst. Im Mittelpunkt des Vereins steht der Fußballsport, daneben werden die Sportarten Basketball, Judo, Kegeln/Bowling, Tischtennis, Orientierungslauf, Volleyball und Gymnastik angeboten. Der Verein hatte 2011 etwa 500 Mitglieder.

## Entwicklung

Historisches Logo der BSG Motor Ammendorf

Der BSV Halle Ammendorf führt seine Entstehung auf den am 21. August 1910 gegründeten Ammendorfer Fußballclub von 1910 zurück. Dieser wurde Mitglied des Verbandes Mitteldeutscher Ballspiel-Vereine und spielte in den 1920er und 1930er Jahren in der Saale-Gau-Liga, der höchsten Spielklasse des VMBV. Nachdem bereits 1941 die Fußballmannschaft aufgelöst werden musste, da die meisten Spieler zum Kriegsdienst eingezogen worden waren, wurde der Verein nach Kriegsende 1945 auf Betreiben der sowjetischen Besatzungsmacht endgültig aufgelöst. Ab 1947 führte die Zentralsportgemeinschaft (ZSG) Industrie Ammendorf den Sportbetrieb in der damals noch eigenständigen Stadt fort. Mit dem Einstieg des VEB Waggonbau Ammendorf als Trägerbetrieb wurde die ZSG am 23. September 1950 in eine Betriebssportgemeinschaft umgewandelt, die sich den Namen BSG Motor Ammendorf gab. Sie bot für ihre mehr als 400 Mitglieder ein breites Spektrum von Sportarten an und hatte in den 1950er Jahren die größten Erfolge im Kanusport. Mit Adolf Müller und Siegrid Schnabel stellte die BSG Motor mehrfach DDR-Meister. 
Die Fußballspieler wurde 1952 Meister der Bezirksklasse Süd in Sachsen-Anhalt. Damit qualifizierten sie sich für die Teilnahme an der zur Saison 1952/53 neu gegründeten drittklassigen Bezirksliga Halle. In den folgenden Jahren belegten die Ammendorfer durchweg Plätze im vorderen Feld der Bezirksliga und wurden 1960 Hallenser Bezirksmeister. Damit war der Aufstieg in die nunmehr drittklassige II. DDR-Liga verbunden, in der die BSG Motor zwei Spielzeiten vertreten war. Mit Abschluss der Saison 1962/63 wurde die II. DDR-Liga aufgelöst, und nach einem zuletzt 8. Platz stieg Motor Ammendorf wieder in die Bezirksliga ab. 1966 wurde die BSG Motor nach zwei Endspielen gegen Chemie Wolfen (1:0, 0:0) noch einmal Bezirksmeister, scheiterte aber als Dritter in der Aufstiegsrunde zur DDR-Liga. Danach versanken die Waggonbauer in die unteren Regionen der Bezirksliga, aus der sie schließlich 1982 endgültig abstiegen. 
Fußball-Ligen der BSG Motor:
- --0bis 1952: Bezirksklasse, 4. Liga
- 1952–1960: Bezirksliga, 3./4. Liga
- 1961–1963: II. DDR-Liga, 3. Liga
- 1963–1982: Bezirksliga, 3. Liga
- 1982–1991: Bezirksklasse, 4. Liga

Im DDR-weiten Fußballpokal gelang es der BSG Motor Ammendorf, in vier Wettbewerben überregional auf sich aufmerksam zu machen. Zwischen 1956 und 1963 bestritten die Ammendorfer insgesamt 14 Spiele und erreichten 1957 mit dem Erreichen des Achtelfinales ihren größten Erfolg. Erst nach einer 0:1-Niederlage gegen den zweitklassigen DDR-Oberliga-Absteiger SC Empor Rostock mussten die Segel gestrichen werden. Auch 1962 kam die BSG Motor bis in die dritte Runde und schied erst dort mit 0:1 gegen den Zweitligisten Lok Halberstadt aus. 
BSG-Motor im FDGB-Pokal:
- 1956: 2 Runden, ausgeschieden gegen Motor Neustadt/Orla (1:3)
- 1957: 5 Runden, Empor Rostock (0:1)
- 1962: 3 Runden, Lok Halberstadt (0:1)
- 1963: 4 Runden, Empor Rostock (0:1)

Als nach der politischen Wende der VEB Waggonbau wegen der veränderten wirtschaftlichen Verhältnisse 1990 seine finanzielle Unterstützung einstellte, zerfiel die BSG Motor Ammendorf in verschiedene neue Sportvereine. Der Fußballsport wurde am erfolgreichsten in dem am 27. Juni 1990 gegründeten Ballsportverein (BSV) Motor Ammendorf weitergeführt. Er stieg 1997 aus der Bezirksklasse in damals sechstklassige Bezirksliga auf. Am 25. März 1999 gab sich der Verein mit BSV Halle-Ammendorf 1910 einen neuen Namen, mit dem der Bezug zum früheren Ammendorfer Fußballclub von 1910 wieder hergestellt wurde. Unter seinem Trainer Marco Imhof erreichte der BSV 2003 den Aufstieg in die Verbandsliga Sachsen-Anhalt, der höchsten Fußball-Liga des Bundeslandes. Nachdem nach dem Abstieg 2006 ein Jahr in der Landesliga gespielt werden musste, spielt der BSV seit 2007 in der aktuell sechstklassigen Verbandsliga. 2014 und 2018 wurde der Verein Verbandsligameister, verzichtete jedoch auf den Aufstieg in die Oberliga.
Fußball-Ligen des BSV:
- bis 1997: Bezirksklasse, 7. Liga
- 1997–2003: Bezirksliga/Landesliga, 6. Liga
- 2003–2006: Verbandsliga, 5. Liga
- 2006/07: Landesliga, 6. Liga
- seit 2007: Verbandsliga, 5./6. Liga

## Personen von besonderer Bedeutung
- Werner Okupniak, begann seine Karriere bei der BSG Motor, später DDR-Oberligaspieler beim SC Chemie Halle und dem 1. FC Magdeburg, wurde mit Halle DDR-Pokalsieger
- Rainer Topf, von 1965 bis 1968 Spieler der BSG Motor, danach DDR-Oberligaspieler beim Halleschen FC, 1969 DDR-Pokalsieger
- Lutz Schülbe, Präsident des BSV, war DDR-Oberligaspieler bei Dynamo Dresden und dem Halleschen FC Chemie und spielte für den Halleschen FC in der 2. Bundesliga, zweimaliger DDR-Pokalsieger mit Dresden
- Karin Schmalfeld, mehrfache deutsche Meisterin im Orientierungslauf